# FC Tighina
FC Tighina a fost un club de fotbal din Tighina, Republica Moldova, dizolvat în 2021.

## Istorie
De-a lungul existenței sale, echipa a purtat următoarele denumiri:
- 1950 - 1958 : Burevestnik Bender
- În 1959 : Lokomotiv Bender
- 1960—1973 : Nistrul Bender
- 1974—1987 : Pishevik Bender
- În 1988 : Tighina Bender
- În 1989 : Tighina-RSHVSM
- În 1990 : Tighina Bender
- În 1991 : Tighina-Apoel Bender
- 1992—1996 : Tighina Bender
- 1996—1999 : Dinamo Bender
- 1999—2000 : Dinamo-Stimold Tighina
- 2001—2011 : Dinamo Bender
- 2011—2014 : FC Tighina
- 2014—2017: Dinamo Bender
- Din 2017: Tighina

## Lotul sezonului 2013-2014
| Nr. |                   | Poziție | Jucător           |
| --- | ----------------- | ------- | ----------------- |
| 1   | Republica Moldova | P       | Evgheni Nacul     |
| 2   | Republica Moldova | F       | Igor Matroi       |
| 3   | Republica Moldova | F       | Nicolai Titucenco |
| 4   | Republica Moldova | F       | Denis Ciobanu     |
| 5   | Republica Moldova | M       | Vladimir Drăgan   |
| 6   | Republica Moldova | F       | Victor Șevcenko   |
| 7   | Republica Moldova | M       | Alexei Bobu       |
| 8   | Republica Moldova | M       | Artur Spînu       |
| 9   | Republica Moldova | M       | Allan Zuzi        |

| Nr. |                   | Poziție | Jucător            |
| --- | ----------------- | ------- | ------------------ |
| 10  | Republica Moldova | A       | Alexei Dîzov       |
| 11  | Republica Moldova | A       | Evgheni Țiverenco  |
| 13  | Republica Moldova | M       | Evgheni Golubovski |
| 14  | Republica Moldova | M       | Alexei Procopiev   |
| 15  | Republica Moldova | M       | Stanislav Agafonov |
| 16  | Republica Moldova | F       | Alexandr Bîcov     |
| 18  | Republica Moldova | A       | Pavel Martînenco   |
| 77  | Republica Moldova | P       | Evgheni Kamara     |

## Evoluția în campionat și cupă
| Sezon     | Div. | Poz. | M  | V  | R  | Î  | GM | GP  | P  | Cupa               | Golgheter (Campionat) | Antrenor      |
| --------- | ---- | ---- | -- | -- | -- | -- | -- | --- | -- | ------------------ | --------------------- | ------------- |
| 1992      | DN   | 4    | 22 | 9  | 8  | 5  | 21 | 17  | 26 | Sferturi de finală |                       |               |
| 1992-1993 | DN   | 11   | 30 | 8  | 8  | 14 | 32 | 46  | 22 | 1/8 de finală      |                       |               |
| 1993-1994 | DN   | 11   | 30 | 9  | 8  | 13 | 43 | 55  | 26 | 1/8 de finală      |                       |               |
| 1994-1995 | DN   | 4    | 36 | 18 | 2  | 6  | 43 | 18  | 56 | 1/8 de finală      |                       |               |
| 1995-1996 | DN   | 12   | 30 | 7  | 5  | 18 | 41 | 52  | 26 | Sferturi de finală |                       |               |
| 1996-1997 | DN   | 7    | 30 | 12 | 5  | 13 | 42 | 45  | 41 | 1/8 de finală      |                       |               |
| 1997-1998 | DN   | 12   | 26 | 6  | 4  | 16 | 19 | 47  | 22 | ?                  |                       |               |
| 1998-1999 | A    | 16   | 30 | 1  | 3  | 26 | 12 | 40  | 6  | ?                  |                       |               |
| 1999-2000 | A    | 8    | 26 | 10 | 3  | 13 | 27 | 36  | 33 | ?                  |                       |               |
| 2000-2001 | B    | 1    | 16 | 12 | 4  | 0  | 43 | 9   | 40 | ?                  |                       |               |
| 2001-2002 | A    | 12   | 30 | 9  | 5  | 16 | 30 | 46  | 32 | 1/8 de finală      |                       |               |
| 2002-2003 | A    | 8    | 26 | 9  | 7  | 10 | 27 | 22  | 34 | ?                  |                       |               |
| 2003-2004 | A    | 5    | 30 | 15 | 7  | 8  | 50 | 24  | 52 | Sferturi de finală |                       |               |
| 2004-2005 | A    | 1    | 30 | 24 | 3  | 3  | 68 | 16  | 75 | 1/8 de finală      |                       |               |
| 2005-2006 | DN   | 8    | 28 | 2  | 9  | 17 | 17 | 59  | 15 | ?                  |                       |               |
| 2006-2007 | DN   | 10   | 36 | 3  | 13 | 20 | 24 | 72  | 22 | Sferturi de finală |                       |               |
| 2007-2008 | DN   | 9    | 30 | 7  | 5  | 18 | 30 | 57  | 26 | 1/8 de finală      |                       | Iuri Hodichin |
| 2008-2009 | DN   | 5    | 30 | 11 | 9  | 10 | 42 | 45  | 42 | 1/8 de finală      |                       | Iuri Hodichin |
| 2009-2010 | DN   | 10   | 33 | 9  | 5  | 19 | 36 | 66  | 32 | Sferturi de finală | Alexandr Pașcenco - 5 | Iuri Hodichin |
| 2010-2011 | DN   | 14   | 39 | 6  | 4  | 29 | 25 | 118 | 22 | Runda a 2-a        | Sergiu Zacon - 6      | Iuri Hodîchin |
| 2011-2012 | A    | 12   | 30 | 10 | 5  | 15 | 43 | 53  | 35 | 1/8 de finală      |                       | Iuri Hodîchin |
| 2012-2013 | A    | 13   | 28 | 6  | 2  | 20 | 35 | 90  | 20 | Runda 1            |                       | Iuri Hodîchin |